# Oriol Servià
Oriol Servià i Imbers (Pals, 13 luglio 1974) è un pilota automobilistico spagnolo.

## Carriera

### Gli inizi
Come molti piloti, Servià iniziò la sua carriera nei kart in una pista locale dove stette finché ebbe 19 anni, prima di passare alle monoposto e al campionato di Formula 3. Nel 1998 si spostò in Dayton Indy Lights, negli Stati Uniti. Nel 1999 vinse l'Indy Lights davanti al rivale Casey Mears senza vincere nemmeno una gara, ma con cinque secondi posti.
Nel 2000, Servià firmò per la PPI Motorsports in Champ Car, come compagno di squadra di Cristiano da Matta. Servià cambiò team l'anno successivo, passando alla Sigma Autosport, da metà del 2002 alla fine del 2003 alla Patrick Racing (concludendo 6º in campionato in quest'ultima stagione) e alla Dale Coyne Racing nel 2004 (segnando alcuni dei migliori risultati di sempre di quel team). Servià partecipò anche alla 500 miglia di Indianapolis nel 2002 per Walker Racing e Conquest Racing, ma non riuscì a qualificarsi.

### 2005-2006
Dopo aver iniziato il 2005 per Coyne, Servià passò alla Newman-Haas Racing per due gare per sostituire l'infortunato Bruno Junqueira. Il 28 agosto 2005, Servià ottenne la sua prima vittoria nella serie a Montreal. La vittoria fu controversa poiché Timo Glock, a corto di benzina, fu costretto ad accostare e permettere a Servià di prendere il comando all'ultimo giro dopo aver tagliato l'ultimo chicane mentre blocava Oriol una seconda volta. Glock era già stato avvertito circa un altro tentativo precedente. Oriol alla fine concluse il campionato al 2º posto, dietro al compagno di squadra Sébastien Bourdais. Nel 2006 fu ingaggiato dalla PKV Racing, insieme alla debuttante britannica Katherine Legge, con il comproprietario del team Jimmy Vasser che programmò di fare una stagione parziale (sebbene Vasser avesse guidato solo alla prima gara della stagione a Long Beach). Servià finì 11º in classifica con un arrivo a podio, un 3º posto a Cleveland.

### 2007
Senza un volante all'inizio del 2007, Servià rimpiazzò l'infortunato Paul Tracy a Forsythe Racing. Nonostante il poco tempo avuto per conoscere la nuova Panoz DP01, Servià arrivò 2º al suo debutto a Long Beach con il nuovo team. Finì poi 4º a Houston, che gli fece guadagnare un sedile per il resto della stagione, al posto del compagno di squadra Mario Domínguez alla Forsythe. In stagione, Servià ottenne due podi e quattro arrivi nella top 5 su undici gare disputate. A San José lo spagnolo giunse 3º dopo aver condotto la gara per 42 giri. Ma il 12 settembre 2007 fu annunciato che la Forsythe aveva nominato il pilota messicano David Martínez per correre con la vettura numero 7 per le ultime due gare della stagione. Fortunatamente per Servià, quest'ultimo in ottobre venne ingaggiato dalla PKV Racing per guidare la numero 22 rimpiazzando Tristan Gommendy per queste due gare, perché il francese ebbe problemi con i suoi sponsor. Il veterano concluse nella top 10 in entrambe le gare, ma, a causa della sua assenza a inizio stagione, finì 6º nella classifica finale.

### 2008

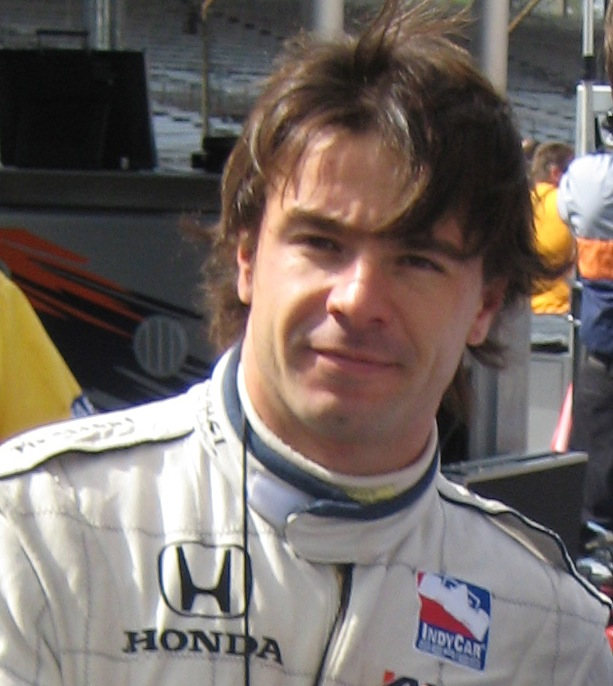
Servià a Indianapolis nel maggio 2008

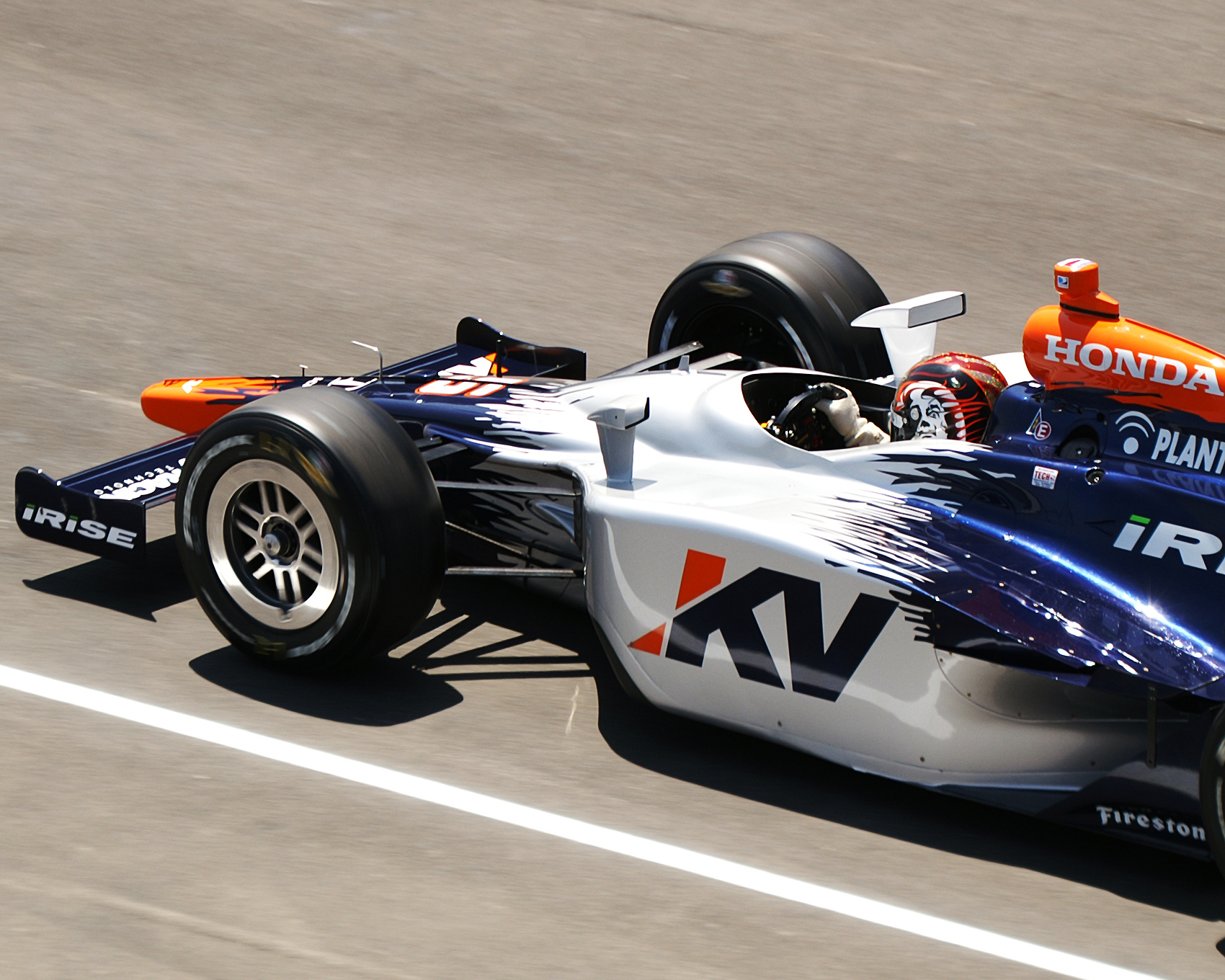
Oriol Servià con la KV Racing a Indianapolis

Il 3 gennaio 2008 la PKV Racing annunciò che il popolare pilota spagnolo Servià sarebbe tornato in Champ Car nel 2008 con il team. Comunque, a seguito dell'unione della Champ Car con l'IndyCar Series, il team schierò le vetture per Servià e Will Power nell'unificata e nuova IndyCar.
Servià concluse 11º nella 500 miglia di Indianapolis 2008, soprattutto a causa della sua posizione di partenza: scattò dal 25º posto. Una settimana dopo, corse bene a Milwaukee: dopo essere scivolato al 26º posto ed aver perso un giro ad inizio gara a causa di un contatto con Enrique Bernoldi, tornò immediatamente a pieni giri dopo la ripartenza, risalendo lo schieramento sino al 6º posto. Dopo due gare con prestazioni mediocri a Iowa e in Texas, Servià migliorò il suo miglior arrivo in IRL chiudendo 4º a Detroit. L'ultima gara della stagione a Chicago portò in CDW un nuovo sponsor.
La stagione concluse con Servià che ottenne sette arrivi nella top 10, di cui cinque nella top 5 e un 4º posto come miglior risultato.

### 2009
Servià fu ingaggiato dalla Rahal Letterman Racing per correre nella 500 miglia di Indianapolis 2009. Si qualificò al 3º giorno delle qualifiche con una media oraria di 220.984 km/h e concluse 26º nella gara dopo essersi ritirato per problemi meccanici.
Firmò poi per Newman-Haas-Lanigan Racing per la gara di Mid-Ohio dopo aver fatto da consulente a Tony Kanaan alla Andretti Green Racing.

### 2011
A causa di problemi di sponsor alla Newman-Haas-Lanigan Racing, Servià rimase fuori dall'IndyCar nel 2010. Ad ogni modo, dopo aver trovato Telemundo e CDW, Servià fu in grado di tornare nel 2011. Fu la sua migliore stagione dal 2005, con tre podi, sei arrivi in top 5 e undici in top 10, concludendo la stagione al 4º posto.
Servià chiuse anche 2º nella controversa gara New Hampshire 225. Con soli 10 giri rimanenti, fu esposta la bandiera verde e ci furono numerosi incidenti e come risultato ci furono numerosi incidenti. Quando la gara fu poi sospesa con la bandiera rossa, con Servià al comando, la direzione gara ribaltò l'ordine e insignì Ryan Hunter-Reay vincitore. Newman-Haas Racing e Chip Ganassi Racing protestarono. Dopo averle analizzate il 22 agosto, la gara fu ufficialmente assegnata ad Hunter-Reay.
Tre settimane dopo, Servià avrebbe segnato il suo secondo 2º posto della stagione a Baltimora.

### 2012
La stagione 2012 di IndyCar vide un cambiamento per Servià, che si sposttò nella Dreyer & Reinbold Racing. La stagione iniziò male per lo spagnolo, a causa dell'uso di un motore Lotus che non fu competitivo se comparato con quelli Chevrolet e Honda. Alla 500 miglia di Indianapolis, il team passò al motore Chevrolet e Servià arrivò per la prima volta in stagione nella top 10. Da allora continuò a fare bene, segnando altri arrivi nella top 5 e chiudendo 13º in classifica.

### 2013
Servià iniziò il 2013 con lo stesso team dell'anno prima. Comunque, il suo team ebbe problemi di sponsor dopo la 500 miglia di Indianapolis. Servià fu successivamente ingaggiato dalla Panther Racing per il Texas e Iowa.

### 2014
Per il 2014, Servià fu ingaggiato dalla Dragon Racing in sostituzione di Mike Conway per correre nella neonata Formula E.

## Curiosità
Servià ha conseguito una laurea in ingegneria meccanica all'Università politecnica della Catalogna.

## Risultati

### Risultati in Formula E
(legenda) (Le gare in grassetto indicano la pole position) (Gare in corsivo indicano Gpv)
| Anno      | Team          | Vettura               | 1     | 2     | 3     | 4     | 5   | 6   | 7   | 8   | 9   | 10  | 11  | Pos. | Punti |
| --------- | ------------- | --------------------- | ----- | ----- | ----- | ----- | --- | --- | --- | --- | --- | --- | --- | ---- | ----- |
| 2014–2015 | Dragon Racing | Spark-Renault SRT 01E | PEC 7 | PUT 7 | PDE 9 | BNA 9 | MIA | LBH | MON | BER | MOS | LON | LON | 19º  | 16    |